# 稲富修二
稲富 修二（いなとみ しゅうじ、1970年8月26日 - ）は、日本の政治家。立憲民主党所属の衆議院議員（4期）。立憲民主党財務局長。

## 来歴
福岡県大野城市生まれ。白陵中学校・高等学校卒業後、2年間の浪人生活を経て東京大学法学部に入学。1995年、大学を卒業し丸紅に入社。人事部に配属されるが、翌1996年に退社し、松下政経塾に入塾した。2000年、松下政経塾を卒塾し、2002年にコロンビア大学国際公共政策大学院を修了。
2005年、第44回衆議院議員総選挙に民主党公認で福岡11区から出馬したが、郵政民営化法案の衆議院本会議における採決で造反し無所属で出馬した武田良太、自由民主党公認の山本幸三の争いに埋没し、得票数3位で落選した（武田が当選、山本は比例復活）。
2007年、民主党・社会民主党の推薦を受け、福岡県知事選挙に無所属で立候補。「知事の在任期間は3期12年まで」「知事公舎売却、退職金廃止、公用車の見直し」を公約の柱に掲げ、4選を目指す麻生渡知事への対決姿勢を明確にしたが、落選した。
2009年の第45回衆議院議員総選挙では福岡2区から民主党公認で出馬し、自由民主党副総裁や防衛庁長官、建設大臣を歴任した山崎拓らを破り、初当選した。
2012年の第46回衆議院議員総選挙では、福岡2区から民主党公認で出馬したが、自民党新人の鬼木誠に3万7千票超の大差で敗れ、比例復活もできず落選した。2014年の第47回衆議院議員総選挙にも民主党公認で福岡2区から出馬し、再び自民党の鬼木に敗れ、前回より票差を縮めたものの、惜敗率では同じ民主党所属の緒方林太郎（福岡9区）に70票及ばず、落選した。
2017年の第48回衆議院議員総選挙に際し、前原誠司民進党代表が9月27日、民進党を事実上解党し、希望の党からの立候補を容認する方針を表明。稲富は希望の党に公認を申請し、同党公認を受けて立候補した。福岡2区では自民党の鬼木に敗れたが、8千票あまりまで票差を縮め、比例九州ブロックで当選し、5年ぶりに国政復帰を果たした。
2018年5月7日、民進党と希望の党の合流により結党された国民民主党に参加した。
2020年9月15日、旧立憲民主党と旧国民民主党、2つの無所属議員グループが合流して新「立憲民主党」を結成。稲富も新党に参加。
2021年10月31日の第49回衆議院議員総選挙で再び鬼木に約8千票の僅差(惜敗率92.5%)で敗れ、比例復活で3選。
2024年10月27日の第50回衆議院議員総選挙では小選挙区で15年ぶりに勝利し、4選。

## 政策・主張
- 日本国憲法の改正には賛成だが、第9条の改正には反対[23]。
- 憲法への緊急事態条項の創設に反対[23]。
- 原子力発電について「当面は必要だが、将来的には廃止すべき」としている[23]。
- 日本の核武装について「将来にわたって検討すべきでない」としており、非核三原則の「持ち込ませず」の部分についても「議論する必要はない」としている[23]。
- 女性宮家の創設に賛成[23]。

## 人物
家族は、子ども6人(2男・4女)を含む9人家族だが、週刊新潮によれば「2021年4月より妻子とは別居中」である。
報道によると、稲富自身は同事実を否定する。しかし週刊新潮の独自調べによると、否定の事実を裏返す記事・報道がなされている。

## 不祥事

### 政党交付金が使途不明
2007年、民主党の推薦を受けて福岡県知事選挙に立候補した際、民主党側から推薦料の名目で、同党の政党交付金から4000万円の資金提供を受けていたが、選挙後、うち約1900万円の使途が不明のままになっていた。稲富の選挙運動費用収支報告書によれば、収支差による余剰金19,091,594円が発生していたが、稲富の政治団体や民主党の支部には寄付されていなかった

### 鳩山首相側からの資金提供
しんぶん赤旗の報道によれば、2007年から2008年にかけて、鳩山由紀夫衆議院議員（後に首相）が実母から提供を受けた12億円あまりの資金から、200万円を鳩山の資金管理団体「友愛政経懇話会」を通して受け取っていた。

## 選挙歴
| 当落 | 選挙                   | 執行日         | 年齢 | 選挙区       | 政党       | 得票数     | 得票率 | 定数 | 得票順位 /候補者数 | 政党内比例順位 /政党当選者数 |
| ---- | ---------------------- | -------------- | ---- | ------------ | ---------- | ---------- | ------ | ---- | ------------------ | ---------------------------- |
| 落   | 第44回衆議院議員総選挙 | 2005年09月11日 | 35   | 福岡県第11区 | 民主党     | 3万2231票  | 16.17% | 1    | 3/4                | 25/7                         |
| 落   | 2007年福岡県知事選挙   | 2007年4月8日   | 36   | ーー         | 無所属     | 66万6354票 | 34.27% | 1    | 2/3                | /                            |
| 当   | 第45回衆議院議員総選挙 | 2009年08月30日 | 39   | 福岡県第2区  | 民主党     | 15万6431票 | 55.96% | 1    | 1/4                | /                            |
| 落   | 第46回衆議院議員総選挙 | 2012年12月16日 | 42   | 福岡県第2区  | 民主党     | 6万8359票  | 28.23% | 1    | 2/5                | 6/3                          |
| 落   | 第47回衆議院議員総選挙 | 2014年12月14日 | 44   | 福岡県第2区  | 民主党     | 8万3535票  | 40.42% | 1    | 2/4                | 4/3                          |
| 比当 | 第48回衆議院議員総選挙 | 2017年10月22日 | 47   | 福岡県第2区  | 希望の党   | 10万938票  | 44.34% | 1    | 2/3                | 3/4                          |
| 比当 | 第49回衆議院議員総選挙 | 2021年10月31日 | 51   | 福岡県第2区  | 立憲民主党 | 10万1258票 | 42.56% | 1    | 2/3                | 4/4                          |
| 当   | 第50回衆議院議員総選挙 | 2024年10月27日 | 54   | 福岡県第2区  | 立憲民主党 | 9万8837票  | 41.94% | 1    | 1/6                | /                            |

## 所属団体・役職
- 下関北九州道路整備促進期成同盟会（顧問）[27]

## 著書
- アメリカの仮面と正体－日本のモデルにはならない（叢文社、2003年） ISBN 4-794-70458-5